# Дом на краю кладбища
«Дом на краю кладбища» (итал. Quella villa accanto al cimitero) — фильм ужасов 1981 года режиссёра Лучо Фульчи. Премьера фильма состоялась 14 августа 1981 года.

## Аннотация
Муж, жена и маленький сын переезжают из Нью-Йорка в Бостон и поселяются в доме на краю кладбища. Когда-то здесь жил таинственный доктор Фройдстин, чья могила находится в центре дома. По ночам обитателей этого местечка беспокоят таинственные шумы, доносящиеся из подвала. Глава семейства набирается храбрости и открывает дверь, ведущую в подвал.

## В ролях
- Паоло Малько — доктор Норман Бойл
- Катриона МакКолл — Люси
- Джованни Фрецца — Боб
- Сильвия Коллатина — Мая
- Аня Пьерони — Энн, няня Боба

## Реминисценции и аллюзии
Лучо Фульчи говорил, что фильм был сделан под влиянием повести Генри Джеймса «Поворот винта», а также её экранизации Дж. Клейтоном под названием «Невинные». Из того же произведения в финал фильма вынесена цитата Дети — монстры, или монстры были детьми?.
Указанная выше цитата, вынесенная в конец фильма, интерпретирует возможность совершения всех событий фильма только в воображении мальчика. Также события фильма могут трактоваться как виток очередного цикла, повторение прошлого. По словам режиссёра всё фантастическое в фильме сосредоточено на детях, которые могут понимать и слышать друг друга на больших расстояниях, они не имеют ограничений и действуют быстро. Однако Фульчи отрицает сходство с фильмом Стэнли Кубрика «Сияние», особенно в том, что касается связи мальчика со смотрителем отеля.
По словам режиссёра, сцена в финале, когда маленькая девочка помогает мальчику выбраться из могилы, — это сознательное эхо триллера Альфреда Хичкока «К северу через северо-запад», где герой Кэри Гранта вытаскивает свою подругу из пропасти.